# Henry George
Henry George (Filadélfia, 2 de setembro de 1839 – Nova Iorque, 29 de outubro de 1897) foi um economista político e jornalista dos Estados Unidos, e o representante mais influente dos defensores da Single Tax (imposto único ou imposto simples) sobre a terra, com o intuito de «conformar os arranjos sociais com as leis naturais» e remediar a desigualdade de rendimento, o desemprego e as crises económicas que surgem paradoxalmente com o progresso económico. Sua escrita foi imensamente popular na América do século XIX e desencadeou vários movimentos de reforma da Era Progressista. Inspirou a filosofia e ideologia económica conhecida como georgismo, que defende que as pessoas devam possuir o valor que elas próprias produzem, mas que o valor econômico derivado da terra (incluindo recursos naturais) deveria pertencer igualmente a todos os membros da sociedade. Ele argumentou que um imposto único sobre a terra criaria uma sociedade mais produtiva e mais justa.
Seu trabalho mais famoso, Progresso e Pobreza (1879), vendeu milhões de cópias em todo o mundo, provavelmente mais do que qualquer outro livro dos Estados Unidos antes dessa época. O tratado investiga o paradoxo do aumento da desigualdade e da pobreza em meio ao progresso econômico e tecnológico, o ciclo de negócios com sua natureza cíclica de economias industrializadas e o uso de captura de renda, tal como imposto sobre valor da terra e outras reformas anti-monopólio como um remédio para estes e outros problemas sociais. Outras obras de George defenderam o livre comércio, o voto secreto e a propriedade pública de certos monopólios naturais.
Jornalista por muitos anos, a popularidade de seus escritos e discursos levou-o a se candidatar à eleição para prefeito de Nova York. Após sua morte durante a segunda campanha, suas ideias foram levadas adiante por organizações e líderes políticos nos Estados Unidos e em outros países anglófonos. O economista e jornalista trabalhista de meados do século XX George Soule escreveu que George era de longe "o mais famoso escritor econômico americano" e "autor de um livro que provavelmente teve uma circulação mundial maior do que qualquer outro trabalho sobre economia já escrito".

## Vida pessoal

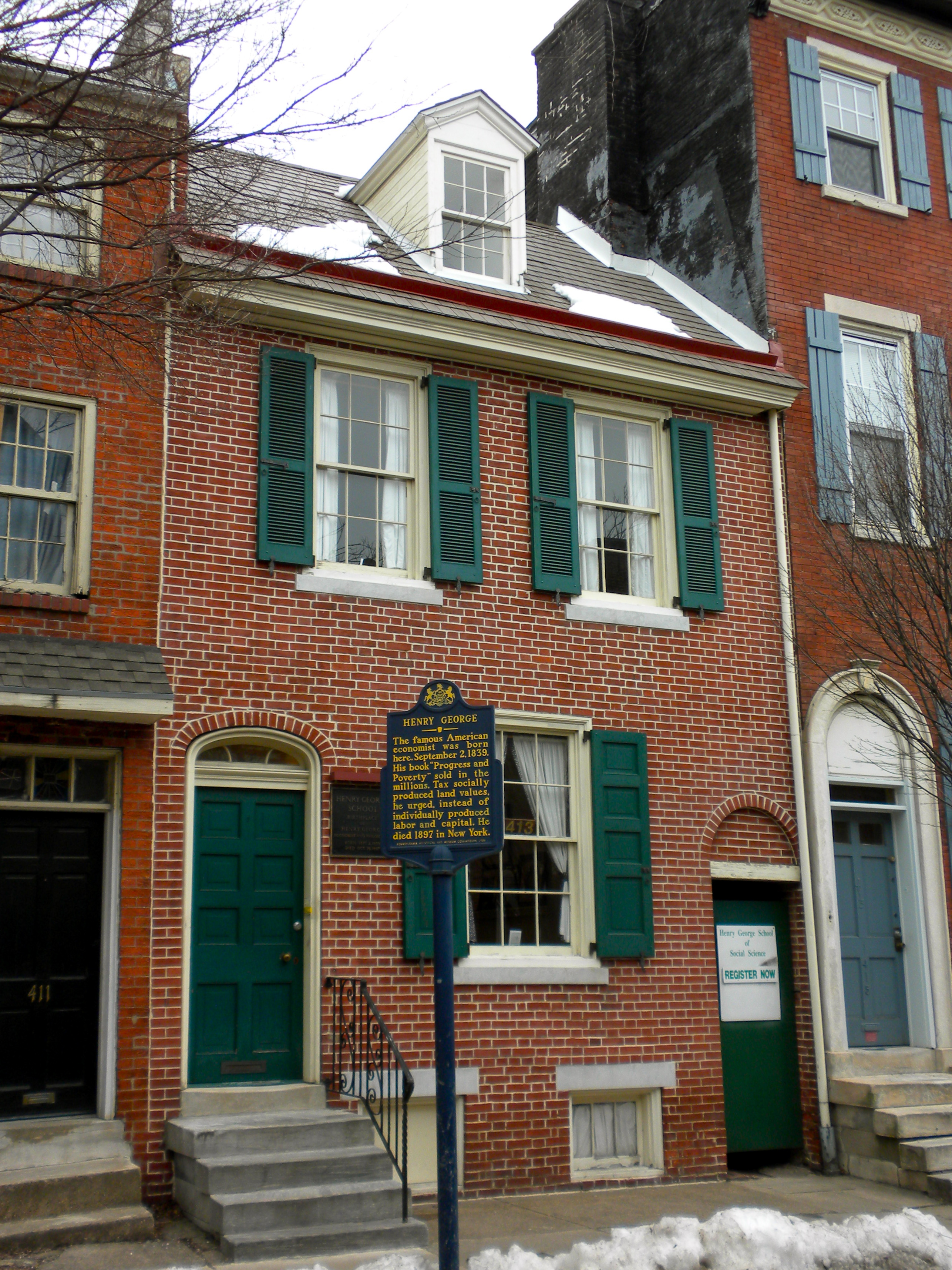
Local de nascimento na Filadélfia

George nasceu na Filadélfia em uma família de classe média baixa, o segundo de dez filhos de Richard S. H. George e Catharine Pratt George (nascida Vallance). Seu pai era editor de textos religiosos e episcopal devoto, e enviou George para a Academia Episcopal na Filadélfia. George se irritou com sua educação religiosa e deixou a academia sem se formar. Em vez disso, convenceu o pai a contratar um tutor e complementou isso com ávida leitura e aulas no Instituto Franklin. Sua educação formal terminou aos 14 anos e ele foi para o mar como garoto encarregado do mastro de proa aos 15 anos em abril de 1855 no Hindu, com destino a Melbourne e Calcutá. Ele acabou no Oeste americano em 1858 e brevemente considerou a prospecção de ouro, mas em vez disso começou a trabalhar no mesmo ano em San Francisco como compositor tipográfico (caixista).
Na Califórnia, George se apaixonou por Annie Corsina Fox de Sydney, Austrália. Eles se conheceram em seu décimo sétimo aniversário, em 12 de outubro de 1860. Ela ficara órfã e morava com um tio. O tio, um homem próspero e forte, se opôs ao pretendente empobrecido de sua sobrinha. Mas o casal, desafiando-o, fugiu e se casou em 3 de dezembro de 1861, com Henry vestindo um terno emprestado e Annie trazendo apenas um pacote de livros.
O casamento foi feliz e quatro filhos nasceram. Em 3 de novembro de 1862, Annie deu à luz o futuro Representante dos Estados Unidos de Nova York, Henry George Jr. (1862–1916). No início, mesmo com o nascimento do futuro escultor Richard F. George (1865 – 28 de setembro de 1912), a família estava quase morrendo de fome. Os outros dois filhos de George eram ambos meninas. A primeira foi Jennie George, (c. 1867-1897), que mais tarde se tornou Jennie George Atkinson. A outra filha de George foi Anna Angela George (nascida em 1878), que se tornaria mãe da futura dançarina e coreógrafa, Agnes de Mille, e da futura atriz Peggy George, que nasceu Margaret George de Mille.
Após o nascimento de seu segundo filho, George não tinha trabalho nem dinheiro e teve que mendigar por comida. Ao se aproximar do primeiro estranho bem vestido que viu na rua, George, normalmente um homem ordeiro, decidiu roubá-lo se ele não quisesse ajudar. Felizmente, o homem teve pena dele e deu-lhe cinco dólares.
George foi criado como episcopal, mas acreditava no "humanitarismo deísta". Sua esposa Annie era católica irlandesa, mas Henry George Jr. escreveu que as crianças foram influenciadas principalmente pelo deísmo e humanismo de Henry George. Sem se atrelar a denominação religiosa específica, pregava fervorosamente o cristianismo em seus discursos, no qual baseava seu ponto de vista econômico.

### Carreira em jornalismo

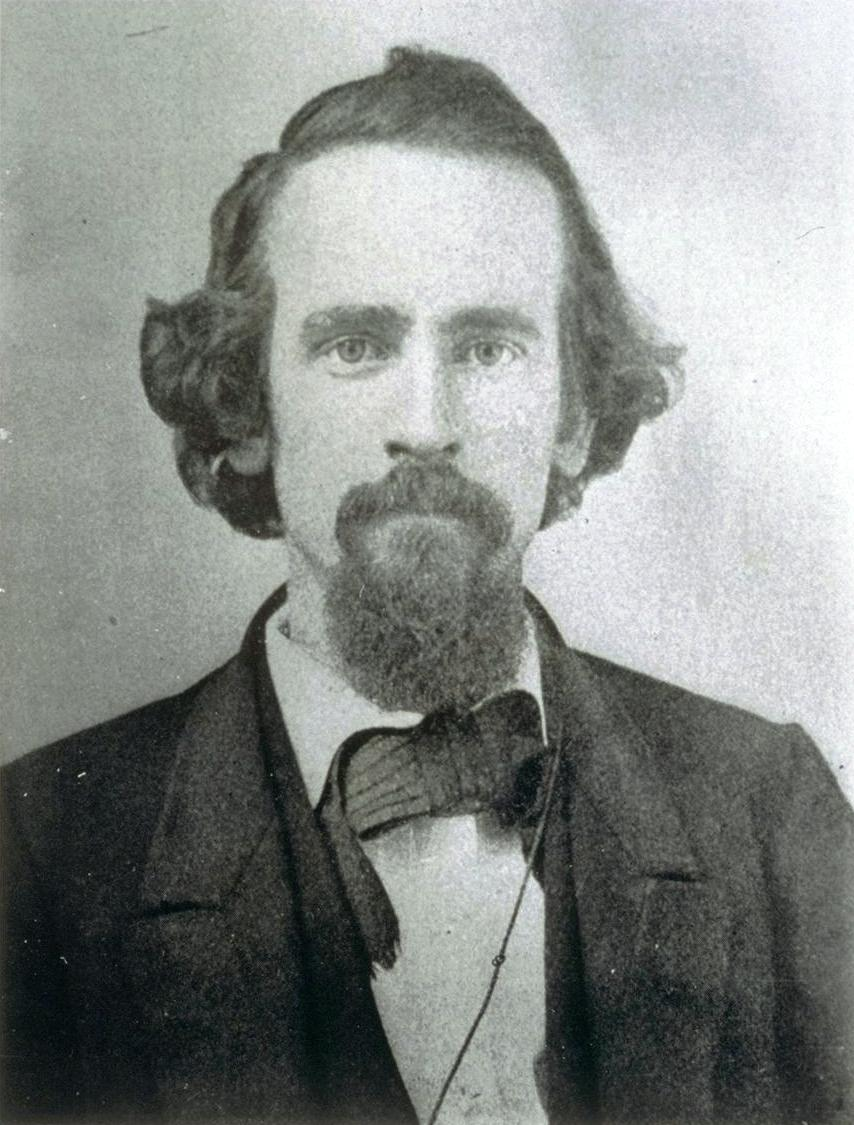
George em 1865, 26 anos

Depois de decidir contra a mineração de ouro na Colúmbia Britânica, George foi contratado como impressor para o recém-criado San Francisco Times, e pôde enviar imediatamente editoriais para publicação, incluindo o popular What the Railroads Will Bring Us., que permaneceu como leitura obrigatória nas escolas da Califórnia por décadas. George subiu na hierarquia do Times, tornando-se editor-chefe no verão de 1867. George trabalhou para vários jornais, incluindo quatro anos (1871–1875) como editor de seu próprio jornal San Francisco Daily Evening Post e por um tempo dirigindo o Reporter, uma publicação democrata anti-monopólio. George passou quatro anos tentando manter seu jornal funcionando e acabou sendo forçado a sair às ruas para mendigar. A família George lutou, mas a crescente reputação e envolvimento de George na indústria jornalística os tirou da pobreza.

### Filosofia política e econômica
George começou como um republicano de Lincoln, mas depois se tornou um democrata. Ele era um forte crítico de ferrovias e interesses de mineração, políticos corruptos, especuladores de terras e empreiteiros de mão de obra. Ele articulou seus pontos de vista pela primeira vez em um artigo de 1868 intitulado "What the Railroad Will Bring Us" (O que a Ferrovia nos Trará). George argumentou que o boom na construção de ferrovias beneficiaria apenas os poucos afortunados que possuíam participações nas ferrovias e outras empresas relacionadas, enquanto jogava a maior parte da população na pobreza abjeta. Isso o levou a ganhar a inimizade dos executivos da Central Pacific Railroad, que ajudaram a derrotar sua candidatura à eleição para a Assembleia do Estado da Califórnia.

Um dia, em 1871, George saiu para um passeio a cavalo e parou para descansar enquanto contemplava a baía de São Francisco. Mais tarde, ele escreveu sobre a revelação que teve:
Perguntei a um carroceiro que passava, por falta de algo melhor para dizer, qual terreno valia lá. Ele apontou para algumas vacas pastando tão longe que pareciam ratos, e disse: "Não sei exatamente, mas há um homem ali que venderá um terreno por mil dólares o acre." Como um flash, ocorreu-me que lá estava a razão de se aumentar a pobreza com o aumento da riqueza. Com o crescimento da população, a terra cresce em valor e os homens que a trabalham devem pagar mais pelo privilégio.

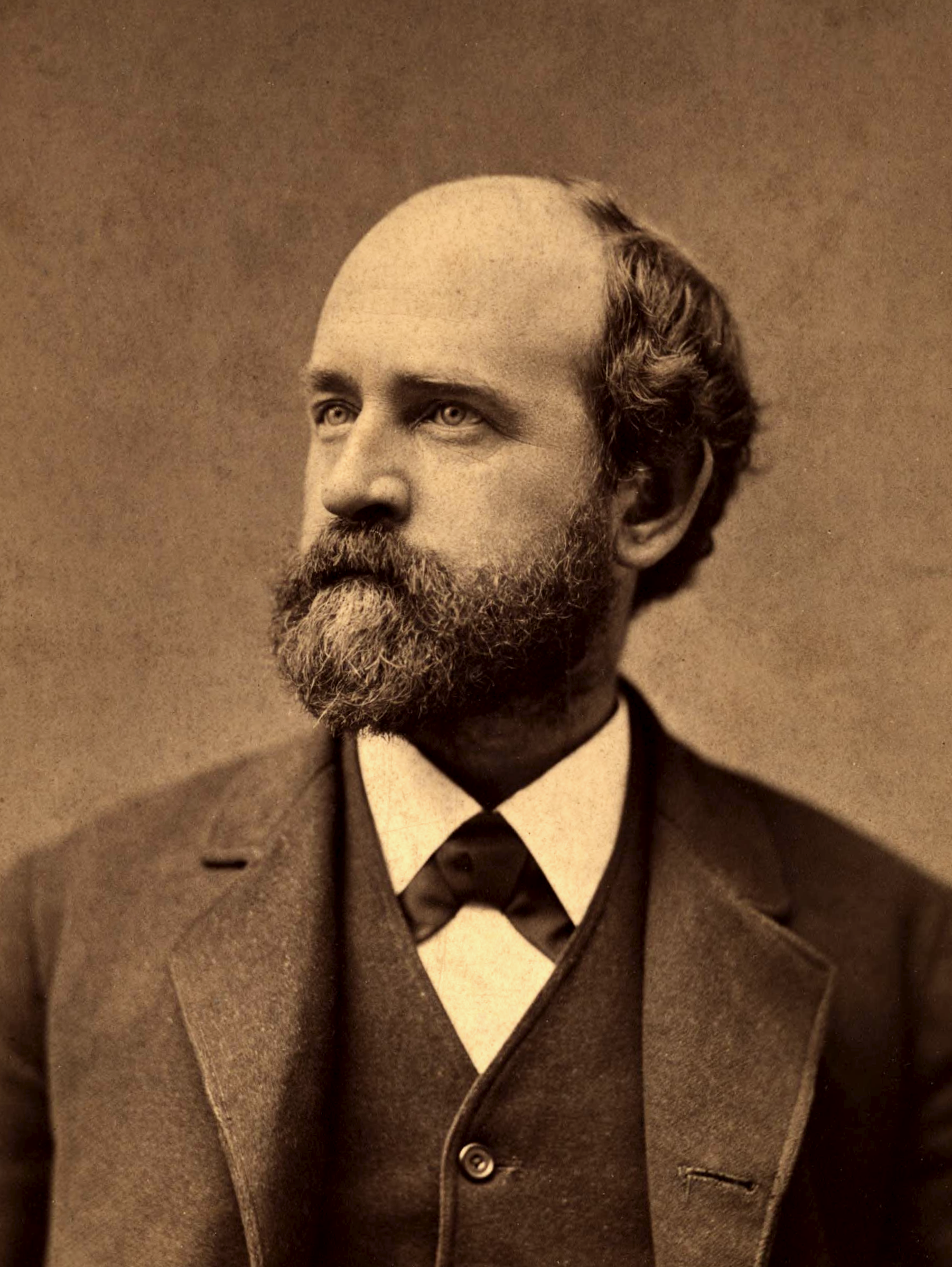
Retrato icônico, tirado logo após escrever Progresso e Pobreza

Além disso, em uma visita à cidade de Nova York, ele foi atingido pelo aparente paradoxo de que os pobres naquela cidade há muito estabelecida estavam em situação muito pior do que os pobres na Califórnia menos desenvolvida. Essas observações forneceram o tema e o título de seu livro Progress and Poverty, de 1879, que foi um grande sucesso, vendendo mais de 3 milhões de cópias. Nele, George argumentou que uma porção considerável da riqueza criada pelos avanços sociais e tecnológicos em uma economia de livre mercado é possuída por proprietários de terras e monopolistas por meio de rendas econômicas, e que essa concentração de riqueza imerecida é a principal causa da pobreza. George considerou uma grande injustiça o lucro privado ser obtido com a restrição do acesso aos recursos naturais enquanto a atividade produtiva estava sobrecarregada com pesados impostos, e indicou que tal sistema era equivalente à escravidão—um conceito um tanto semelhante à escravidão assalariada. Este é também o trabalho em que ele defendeu um imposto sobre o valor da terra em que os governos tributariam o valor da própria terra, evitando assim que os interesses privados lucrem com sua mera posse, mas permitindo que o valor de todas as melhorias feitas naquela terra permaneçam com investidores.
George estava em posição de descobrir esse padrão, pois ele próprio experimentou a pobreza, conheceu muitas sociedades diferentes por causa de suas viagens e viveu na Califórnia em uma época de rápido crescimento. Em particular, ele notou que a construção de ferrovias na Califórnia estava aumentando os valores e rendas de terra tão rápido quanto ou mais rápido do que os salários aumentavam.

## Carreira política
Em 1880, agora um escritor e palestrante popular, George mudou-se para a cidade de Nova York, tornando-se aliado da comunidade nacionalista irlandesa, apesar de ser de ascendência inglesa. De lá, ele fez várias viagens como palestrante ao exterior para lugares como a Irlanda e a Escócia, onde o acesso à terra era (e ainda é) uma questão política importante.

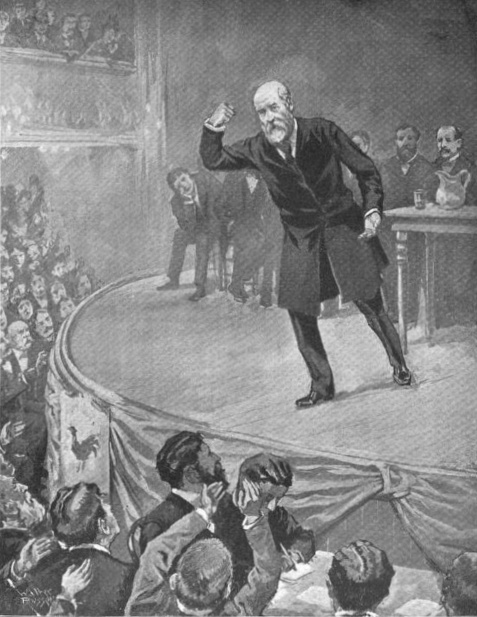
Fazendo campanha para prefeito em 1897, pouco antes de sua morte

Em 1886, George fez campanha para prefeito da cidade de Nova York como candidato do United Labor Party, a sociedade política de vida curta do Central Labor Union. Ele ficou em segundo lugar na votação, mais do que o candidato republicano Theodore Roosevelt. A eleição foi vencida pelo candidato do Tammany Hall, Abram Stevens Hewitt, pelo que muitos apoiadores de George acreditavam ser uma fraude. Nas eleições estaduais de Nova York de 1887, George ficou em um distante terceiro lugar na eleição para Secretário de Estado de Nova York. O United Labor Party logo foi enfraquecido por divisões internas: a gestão era essencialmente georgista, mas como um partido do trabalho organizado também incluía alguns membros marxistas que não queriam distinguir entre terra e capital, muitos membros católicos que foram desencorajados pela excomunhão do padre Edward McGlynn e muitos que discordavam da política de livre comércio de George. George teve problemas específicos com Terrence V. Powderly, presidente dos Knights of Labor, um membro-chave da coalizão United Labor. Embora inicialmente amigo de Powderly, George se opôs vigorosamente às políticas tarifárias que Powderly e muitos outros líderes trabalhistas consideravam vitais para a proteção dos trabalhadores americanos. A crítica estridente de George à tarifa colocou-o contra Powderly e outros no movimento trabalhista. Em 1898, George novamente concorreu a prefeito da cidade de Nova York. No entanto, ele teve seu derrame fatal durante a campanha.
Durante a vida de George, comunidades em Delaware e Alabama foram desenvolvidas com base em seu imposto único sobre a terra e esse legado continuou por meio de aplicações em várias áreas ao redor do mundo, incluindo Austrália, Nova Zelândia e Taiwan.

## Morte e funeral
O primeiro derrame de George ocorreu em 1890, após uma turnê mundial de palestras sobre direitos à terra e a relação entre renda e pobreza. Este derrame o enfraqueceu muito, e ele nunca se recuperou de verdade. Apesar disso, George tentou permanecer ativo na política. Contra o conselho de seus médicos, George fez campanha para prefeito de Nova York novamente em 1897, desta vez como um democrata independente, dizendo: "Conquistarei a corrida se morrer por ela" A tensão da campanha precipitou um segundo derrame, levando à sua morte quatro dias antes da eleição.
Estima-se que 100.000 pessoas visitaram o Grand Central Palace durante o dia para ver o rosto de Henry George, com um número igual aglomerado do lado de fora, impossibilitado de entrar e retido pela polícia. Depois que as portas do palácio se fecharam, o reverendo Lyman Abbott, o padre Edward McGlynn, o rabino Gustav Gottheil, R. Heber Newton (episcopal) e John Sherwin Crosby pronunciaram discursos. Serviços memoriais separados foram realizados em outro lugar. Em Chicago, cinco mil pessoas esperaram na fila para ouvir os discursos memoriais pelo ex-governador de Illinois, John Peter Altgeld, e John Lancaster Spalding. o prefeito Strong desabou e chorou em uma reunião, chamando George de mártir.

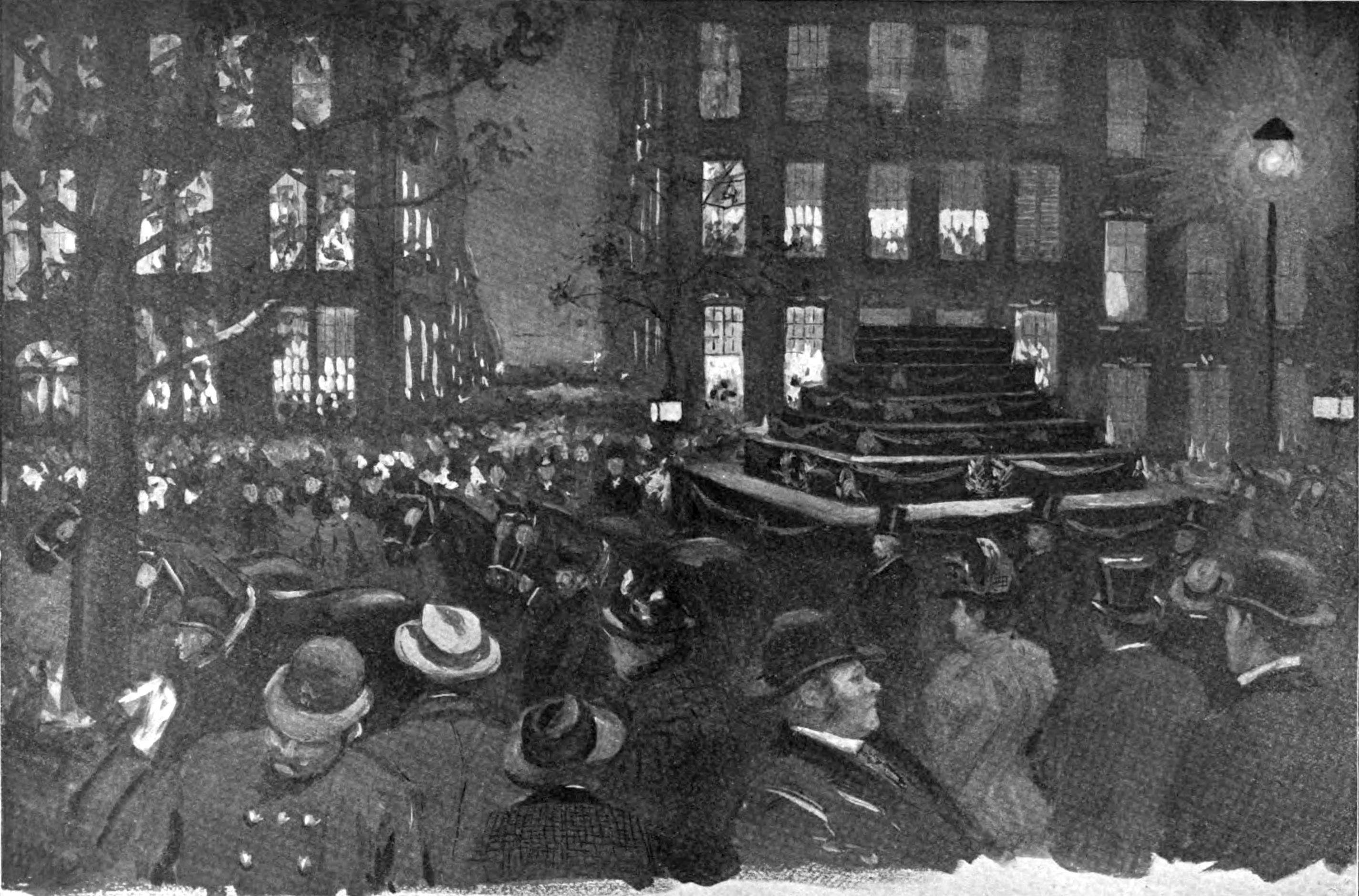
Procissão fúnebre de George na Madison Avenue

The New York Times relatou que, mais tarde, à noite, um cortejo fúnebre organizado de cerca de 2.000 pessoas saiu do Grand Central Palace e seguiu por Manhattan até a Ponte do Brooklyn. Esta procissão foi "durante todo o caminho ... aglomerada em cada lado por uma multidão de observadores silenciosos."
A procissão então seguiu para o Brooklyn, onde a multidão no Brooklyn City Hall "era a mais densa já vista lá". Havia "milhares e milhares" na prefeitura que estavam tão longe que não podiam ver a passagem do cortejo fúnebre. Era impossível mover-se em qualquer uma das ruas próximas. The Times escreveu: "Raramente uma multidão tão grande apareceu no Brooklyn em qualquer ocasião", mas mesmo assim, "[o] lento toque do sino da Prefeitura e o bater regular dos tambores foram os únicos sons que quebraram a quietude ... Nada mais impressionante ... não poderia ser imaginado." Na Court Street, o caixão foi transferido para um carro fúnebre e levado para um funeral privado em Fort Hamilton.

Os comentaristas discordaram sobre se foi o maior funeral da história de Nova York ou o maior desde a morte de Abraham Lincoln. The New York Times relatou: "Nem mesmo Lincoln teve uma morte mais gloriosa." Mesmo o mais conservador New York Sun escreveu que "Desde a Guerra Civil, poucos anúncios foram mais surpreendentes do que a morte repentina de Henry George." As bandeiras foram colocadas a meio mastro, mesmo em Tammany Hall, que cancelou o comício do dia.

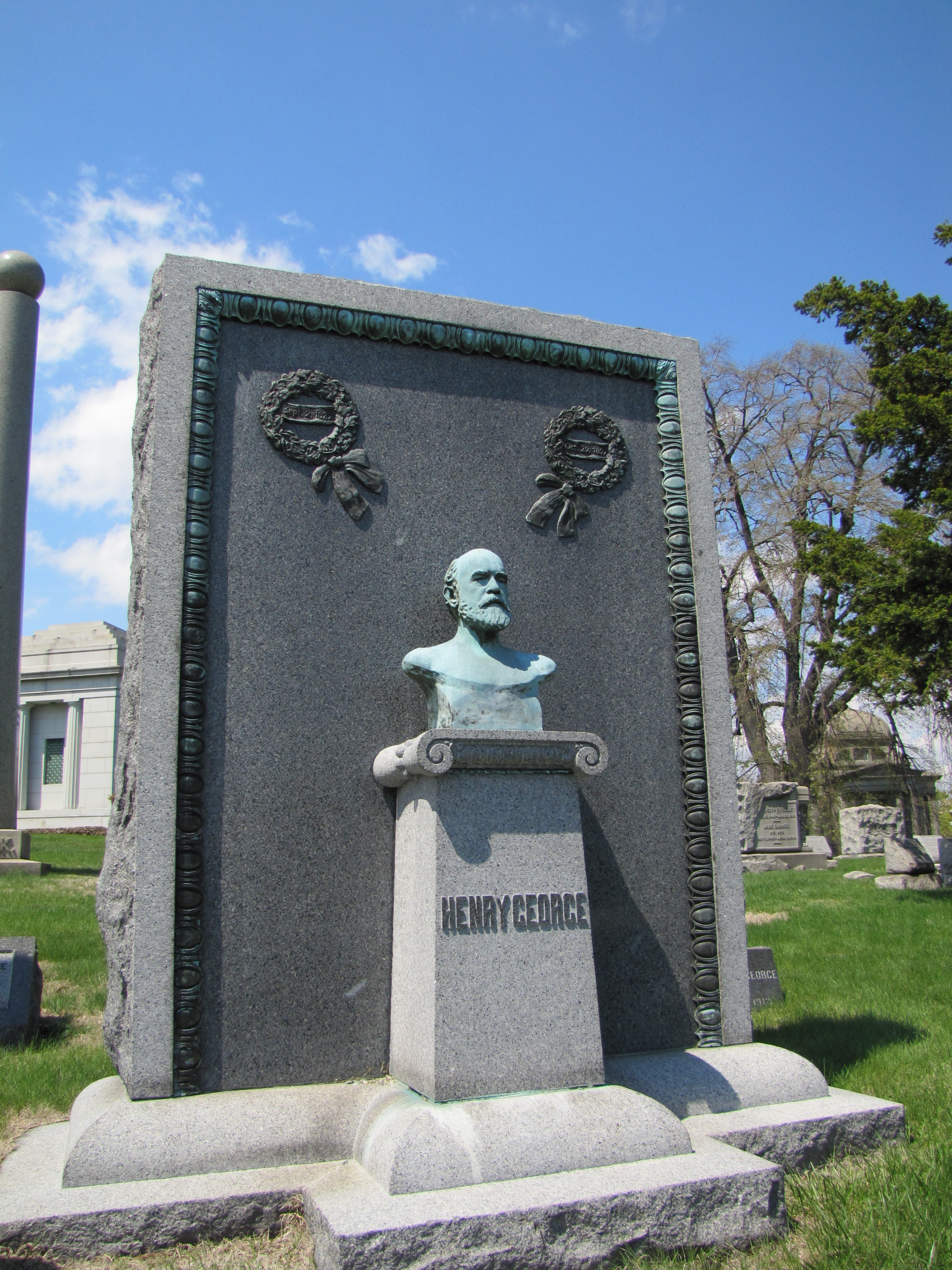
O túmulo de Henry George, Cemitério Green-Wood
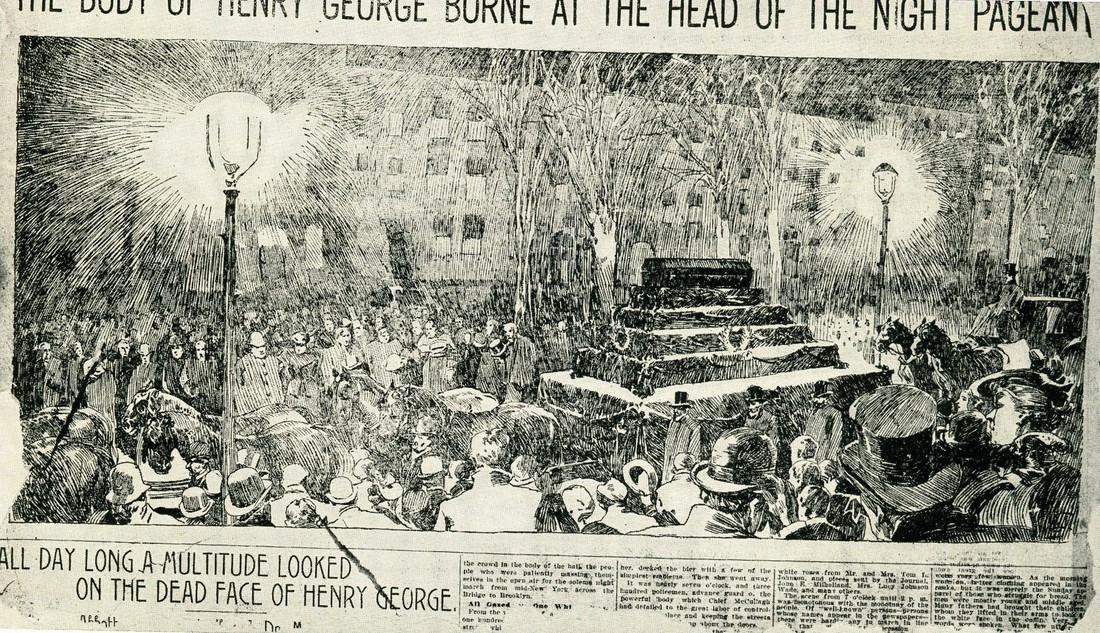
Representação artística do cortejo fúnebre

## Visões e propostas de política

### Socialização das rendas de terra e recursos naturais

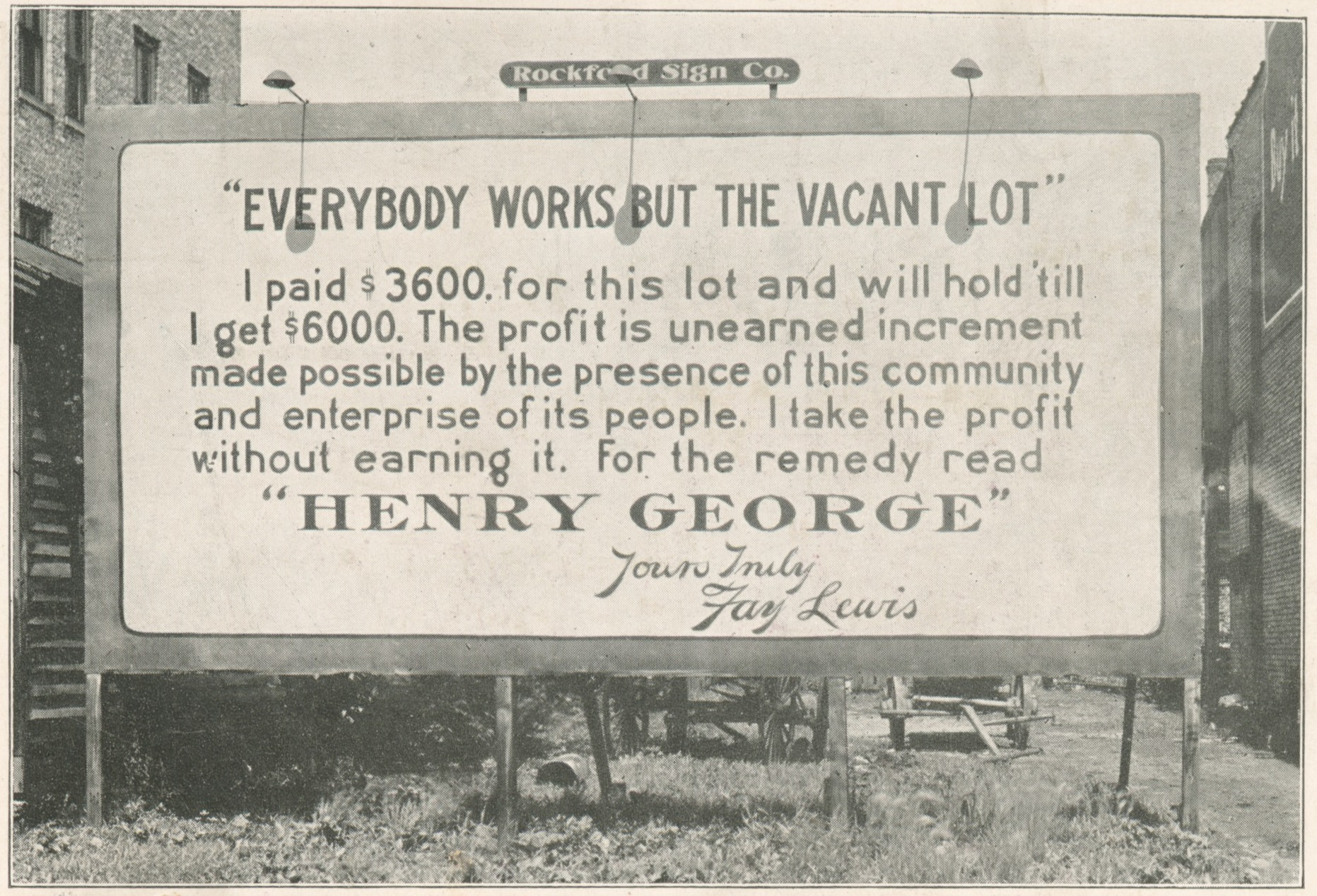
"'TODO MUNDO TRABALHA, MENOS O TERRENO BALDIO". Paguei $3600 por este lote e o segurarei até que consiga $6000. O lucro é incremento imerecido feito possível pela presença desta comunidade e empreendimento de seu povo. Eu tiro o lucro sem ganhá-lo. Para o remédio leia "HENRY GEORGE'"

Henry George é mais conhecido por seu argumento de que a renda econômica da terra (localização) deve ser compartilhada pela sociedade. A declaração mais clara dessa visão é encontrada em Progresso e Pobreza: "Devemos tornar a terra propriedade comum." Ao taxar valores da terra, a sociedade poderia recuperar o valor de sua herança comum, aumentar os salários, melhorar o uso da terra e eliminar a necessidade de impostos sobre a atividade produtiva. George acreditava que isso removeria os incentivos existentes para a especulação de terras e encorajaria o desenvolvimento, uma vez que os proprietários não sofreriam penalidades fiscais para qualquer indústria ou edifício construído em suas terras e não poderiam lucrar mantendo valiosos locais vagos.

A aplicação ampla desse princípio é agora comumente conhecida como "georgismo". Na época de George, era conhecido como o movimento do "imposto único" e às vezes associado a movimentos de nacionalização de terras, especialmente na Irlanda. No entanto, em Progresso e Pobreza, George não favoreceu a ideia de nacionalização.
Não proponho comprar ou confiscar propriedade privada de terras. O primeiro seria injusto; o segundo, desnecessário. Que os indivíduos que agora a possuem ainda retenham, se quiserem, a posse do que lhes agrada chamar de sua terra. Deixe-os continuar a chamá-la de sua terra. Que comprem e vendam, leguem e a inventariem. Podemos deixar-lhes com segurança a casca, se pegarmos o cerne. Não é necessário confiscar terras; é necessário apenas confiscar a renda.

### Municipalização de concessionárias e transporte público gratuito
George considerou as empresas que contam com o privilégio exclusivo de direito de passagem como monopólios "naturais". Exemplos desses serviços incluem o transporte de serviços de utilidade pública (água, eletricidade, esgoto), informações (telecomunicações), mercadorias e viajantes. George defendeu que esses sistemas de transporte ao longo de "vias públicas" geralmente deveriam ser administrados como serviços de utilidade pública e fornecidos gratuitamente ou a custo marginal. Em alguns casos, pode ser possível permitir a competição entre provedores de serviços privados ao longo de "direitos de passagem" públicos, como empresas de remessa de encomendas que operam em estradas públicas, mas onde quer que a competição fosse impossível, George apoiou a municipalização completa. George disse que esses serviços seriam fornecidos gratuitamente porque os investimentos em bens públicos benéficos sempre tendem a aumentar o valor da terra em mais do que o custo total desses investimentos. George usou o exemplo de prédios urbanos que fornecem trânsito vertical gratuito, pagos com parte do valor agregado que os residentes obtêm com a adição de elevadores.

### Reforma da propriedade intelectual
George se opôs ou suspeitou de todo privilégio de propriedade intelectual, porque sua definição clássica de "terra" incluía "todas as forças e oportunidades naturais". Portanto, George propôs abolir ou limitar muito o privilégio de propriedade intelectual. Na opinião de George, possuir um monopólio sobre arranjos específicos e interações de materiais, governados pelas forças da natureza, permitia que os titulares extraíssem royalties dos produtores, de maneira semelhante aos proprietários de títulos de terra comuns. Posteriormente, George diferenciou patente – que impunha uso exclusivo impedindo qualquer criação e produção em cima de uma ideia, o que ele considerava contra o direito natural – de copyright; assim, apoiou os direitos autorais limitados, com o fundamento de que a propriedade temporária sobre um arranjo único de palavras ou cores não impedia de forma alguma que outros trabalhassem para fazer outras obras de arte. George aparentemente classificou as rendas de patentes como uma forma menos significativa de monopólio do que os proprietários de títulos de propriedade, em parte porque ele via os proprietários das localizações como "o ladrão que leva tudo o que resta". As pessoas poderiam optar por não comprar um novo produto específico, mas não poderiam optar por não ter um lugar onde se firmar; portanto, os benefícios obtidos para o trabalho por meio de reformas menores tenderiam a ser eventualmente capturados pelos proprietários e financiadores do monopólio da localização.

### Comércio livre
George se opunha às tarifas, que eram na época o principal método de política comercial protecionista e uma importante fonte de receita federal, pois o imposto de renda federal ainda não havia sido introduzido. Ele argumentou que as tarifas mantinham os preços altos para os consumidores, embora não produzissem qualquer aumento nos salários gerais. Ele também acreditava que as tarifas protegiam as empresas monopolistas de concorrência, aumentando assim seu poder. O livre comércio se tornou uma questão importante na política federal e seu livro Protection or Free Trade foi o primeiro livro a ser lido inteiramente nos Registros do Congresso. Foi lido por cinco congressistas democratas.
Em 1997, Spencer MacCallum escreveu que Henry George foi "inegavelmente o maior escritor e orador sobre livre comércio que já viveu".
Em 2009, Tyler Cowen escreveu que o livro de George, de 1886, Proteção ou Livre Comércio "talvez continue sendo o tratado mais argumentado sobre o livre comércio até hoje".
Jim Powell disse que Protection or Free Trade foi provavelmente o melhor livro sobre comércio escrito por alguém nas Américas, comparando-o com o Riqueza das Nações de Adam Smith. Milton Friedman disse que foi o trabalho mais retoricamente brilhante já escrito sobre comércio. Friedman também parafraseou um dos argumentos de George a favor do livre comércio: "É muito interessante que, em tempos de guerra, bloqueamos nossos inimigos para evitar que eles obtenham nossos bens. Em tempo de paz, fazemos a nós mesmos por meio de tarifas o que fazemos a nosso inimigo em tempo de guerra."

### Voto secreto

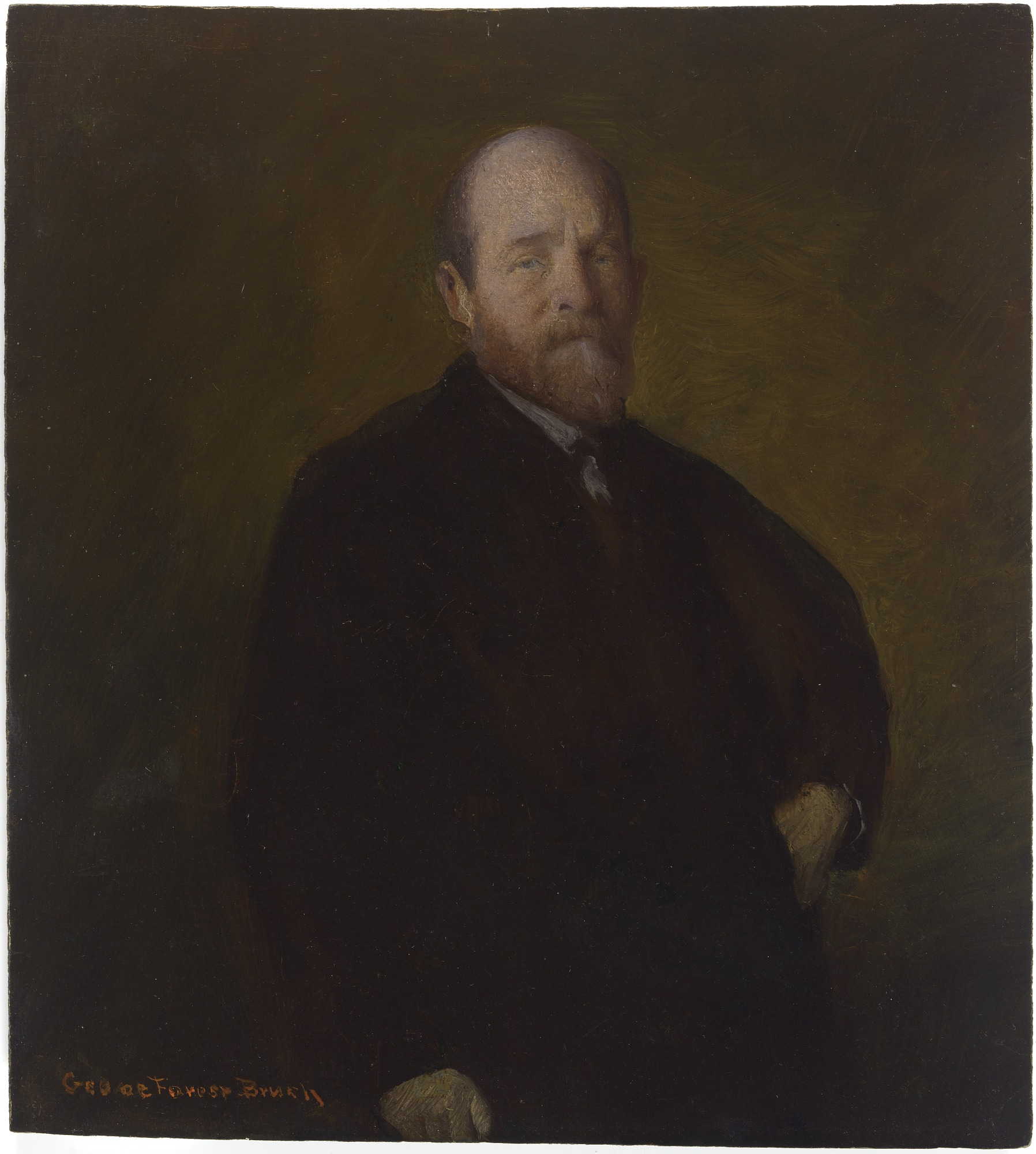
Artista: George de Forest Brush, Sentado: Henry George, Data: 1888

George foi um dos primeiros e mais proeminentes defensores da adoção do voto secreto nos Estados Unidos. A historiadora de Harvard Jill Lepore afirma que a defesa de Henry George é a razão pela qual os americanos votam com cédulas secretas hoje. O primeiro artigo de George em apoio à votação secreta foi intitulado "Bribery in Elections" (Suborno nas Eleições) e foi publicado na Overland Review de dezembro de 1871. Seu segundo artigo foi "Money in Elections", publicado na North American Review de março de 1883. A primeira reforma do voto secreto aprovada por uma legislatura estadual foi provocada por reformadores que disseram ter sido influenciados por George. O primeiro estado a adotar a votação secreta, também chamada de "The Australian Ballot", foi Massachusetts em 1888, sob a liderança de Richard Henry Dana III. Em 1891, mais da metade dos estados também a havia adotado.

### Criação de dinheiro, sistema bancário e reforma do déficit nacional
George apoiou o uso de moeda "livre de dívidas" (dinheiro soberano), como a greenback, que os governos gastariam em circulação para ajudar a financiar os gastos públicos através da captura de rendas de senhoriagem. Ele se opôs ao uso de moeda metálica, como ouro ou prata, e moeda fiduciária criada por bancos comerciais privados.

### Dividendo do cidadão e pensão universal
George defendeu um dividendo do cidadão pago pelo imposto sobre o valor da terra em um discurso de abril de 1885 em um sindicato local dos Knights of Labour em Burlington, Iowa, intitulado "The Crime of Poverty" e mais tarde em uma entrevista com o ex-Representante da Câmara David Dudley Field II do 7º distrito congressional de Nova York publicado na edição de julho de 1885 da North American Review. George propôs a criação de um sistema de pensões e invalidez e uma renda básica incondicional a partir das rendas de terras excedentes. Seria distribuído aos residentes "como um direito" em vez de como uma instituição de caridade. Os georgistas costumam se referir a essa política como um dividendo do cidadão em referência a uma proposta semelhante de Thomas Paine.

### Proteção contra falências e abolição das prisões para devedores
George observou que a maior parte da dívida, embora tendo a aparência de juros de capital genuínos, não era emitida com o propósito de criar capital verdadeiro, mas sim como uma obrigação contra os fluxos de renda a partir dos privilégios econômicos existentes. George, portanto, argumentou que o estado não deveria fornecer ajuda aos credores na forma de xerifes, policiais, tribunais e prisões para forçar a cobrança dessas obrigações ilegítimas. George não forneceu nenhum dado para apoiar essa visão, mas nas economias desenvolvidas de hoje, grande parte da oferta de crédito é criada para adquirir direitos sobre futuras rendas de terra, em vez de financiar a criação de verdadeiro capital. Michael Hudson e Adair Turner estimam que cerca de 80% do crédito financia compras imobiliárias, principalmente terrenos.
George reconheceu que essa política limitaria o sistema bancário, mas acreditava que na verdade seria uma vantagem econômica, uma vez que o setor financeiro, em sua forma existente, estava principalmente aumentando a extração de renda, em oposição ao investimento produtivo. "A maldição do crédito", escreveu George, era "... que ele se expande quando há uma tendência à especulação e se contrai acentuadamente exatamente quando mais é necessário para garantir a confiança e evitar o desperdício industrial." George até disse que um jubileu de dívida poderia remover o acúmulo de obrigações onerosas sem reduzir a riqueza agregada.

### Sufrágio feminino
George foi um importante defensor dos direitos políticos das mulheres. Ele defendeu a extensão do sufrágio às mulheres e até sugeriu encher uma casa do Congresso inteiramente de mulheres: "Se devemos ter duas casas do Congresso, então, por todos os meios, preenchamos uma com mulheres e a outra com homens."

### Outras propostas
Henry George também propôs e defendeu as seguintes reformas:
- Reduções dramáticas no tamanho dos militares.
- Substituição do patrocínio contratual com emprego direto de servidores públicos, com proteção do funcionalismo público.
- Construção e manutenção de transporte coletivo e bibliotecas gratuitas.[68]
- Reforma do financiamento de campanha e restrições de gastos políticos.
- Regulação cuidadosa de todos os monopólios. George defendeu regulações para eliminar os monopólios quando possível e a propriedade governamental dos monopólios como uma política de último recurso.

## Legado

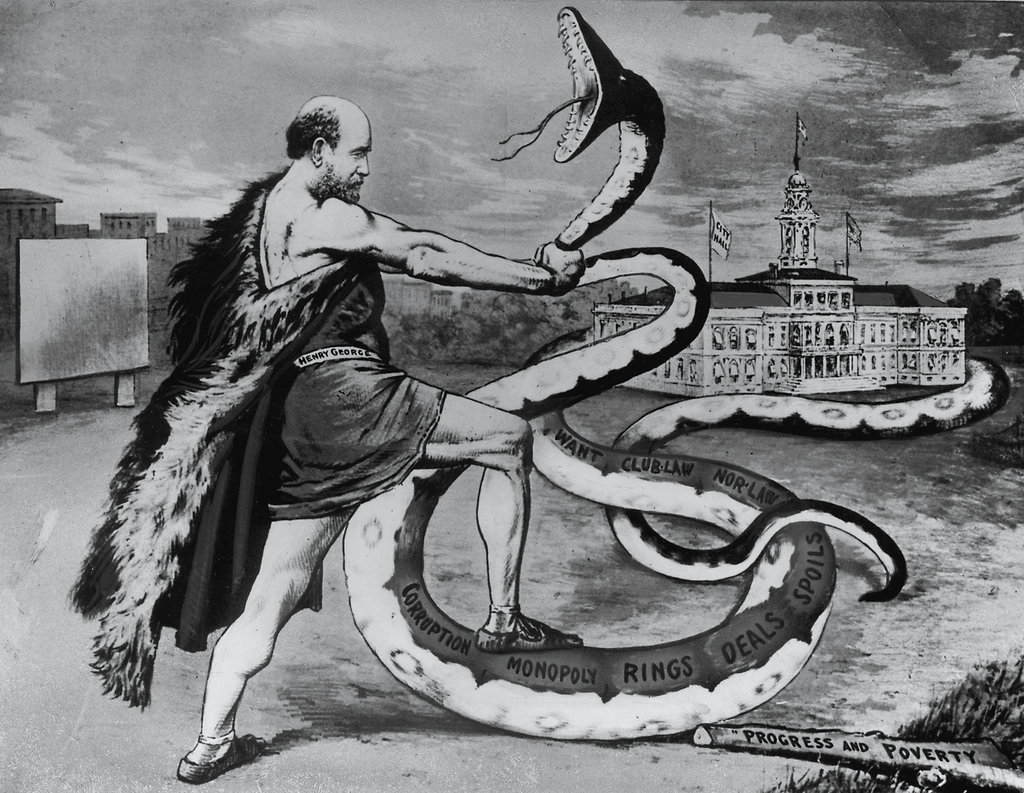
Cartoon de sua candidatura em 1886

As ideias de Henry George sobre política e economia tiveram enorme influência em sua época. Suas ideias deram origem à filosofia econômica hoje conhecida como georgismo. No entanto, sua influência diminuiu lentamente ao longo do século XX. No entanto, seria difícil exagerar o impacto de George nos movimentos de reforma e na cultura intelectual da virada do século. O livro Progresso e Pobreza, publicado por George, foi o primeiro texto popular sobre economia e um dos livros mais impressos já escritos. A explosiva popularidade mundial do livro é frequentemente marcada como o início da Era Progressista e vários partidos políticos, clubes e organizações de caridade em todo o mundo foram fundados nas ideias de George. A mensagem de George atrai amplo apoio de todo o espectro político, incluindo ativistas sindicais, socialistas, anarquistas, libertários, reformadores, conservadores e investidores ricos. Como resultado, Henry George ainda é reivindicado como uma influência intelectual primária tanto pelos liberais clássicos quanto pelos socialistas. Edwin Markham expressou um sentimento comum quando disse: "Henry George sempre foi para mim um dos heróis supremos da humanidade".
Ao final de 1889, havia 131 organizações de imposto único nos EUA. Henry George ajudou a propagar o que foi chamado posteriormente de movimento do evangelho social, o termo "Social Gospel" tendo sido usado pela primeira vez por Charles Oliver Brown em referência ao livro de George Progresso e Pobreza. A atuação de George motivou a criação da Liga Anti-Pobreza e de outros grupos pelo movimento georgista em defesa de suas ideias, com grande apoio religioso; pastores e membros do clero divulgavam seus escritos, incluindo ministros batistas, metodistas, episcopais, presbiterianos e católicos, além de shakers, judeus e swedenborgianos; houve congregações que formaram movimentos de imposto único religiosos, mas posteriormente as ligas e clubes se tornaram interdenominacionais. Em 1891, havia sido emitida a encíclica Rerum Novarum pelo Papa Leão XIII; nela, o Papa opôs-se ao socialismo e misturou-o com o imposto único. George chegou a considerar a encíclica um ataque pessoal direcionado especificamente às suas ideias, ao que ele escreveu uma carta aberta, "A Condição do Trabalho, uma Carta Aberta ao Papa Leão XIII" (The Condition of Labor, an Open Letter to Pope Leo XIII): "as condenações mais pronunciadas da Rerum Novarum foram dirigidas contra as ideias de Progresso e Pobreza". Já foi sugerido que essa condenação católica universal do imposto único fora motivada pelo caso do padre Edward McGlynn, do qual, por sua ardente apologia ao georgismo, houve tentativa de silenciamento pela Igreja Católica, convocando-o quatro vezes a Roma. Ele foi excomungado em 1887 após se recusar a retornar, mas em 1893 sua excomunhão foi suspensa após um encontro com o Papa, que permitiu sua visão da terra quando foi afirmado que ela não excluía o direito de propriedade; continuou, assim, em suas funções sacerdotais e a realizar discursos do imposto único em encontros georgistas.
Um grande número de indivíduos famosos, particularmente figuras da Era Progressista, se inspiram nas ideias de Henry George. John Peter Altgeld escreveu que George "causou uma impressão quase tão grande no pensamento econômico da época quanto Darwin fez no mundo da ciência". José Martí escreveu: "Apenas Darwin nas ciências naturais deixou uma marca comparável à de George nas ciências sociais." Em 1892, Alfred Russel Wallace afirmou que Progresso e Pobreza de George foi "sem dúvida o livro mais notável e importante do século atual", colocando-o implicitamente acima até mesmo de A Origem das Espécies, que ele já havia ajudado a desenvolver e divulgar.
Franklin D. Roosevelt elogiou George como "um dos grandes pensadores produzidos por nosso país" e lamentou o fato de que os escritos de George não eram mais conhecidos e compreendidos. Mesmo assim, várias décadas antes, William Jennings Bryan escreveu que o gênio de George havia alcançado o público leitor global e que ele "era um dos pensadores mais importantes do mundo".
John Dewey escreveu: "Seria necessário menos do que os dedos das duas mãos para enumerar aqueles que, abaixo de Platão, estão no mesmo nível dele" e que "Nenhum homem, não graduado em uma instituição de ensino superior, tem o direito de se considerar homem educado no pensamento social, a menos que tenha algum conhecimento de primeira mão com a contribuição teórica deste grande pensador americano." Albert Jay Nock escreveu que qualquer pessoa que redescobrir Henry George descobrirá que "George foi uma da primeira meia dúzia das [maiores] mentes do século XIX, em todo o mundo". O ativista anti-guerra John Haynes Holmes ecoou esse sentimento ao comentar que George foi "um da meia dúzia de grandes americanos do século XIX e um dos maiores reformadores sociais de todos os tempos". Edward McGlynn disse, "[George] é um dos maiores gênios que o mundo já viu, e ... as qualidades de seu coração são totalmente iguais aos magníficos dons de seu intelecto. ... Ele é um homem que poderia ter se destacado acima de todos os seus iguais em quase qualquer ramo de atividade literária ou científica." Da mesma forma, Liev Tolstói escreveu que George foi "um dos maiores homens do século XIX".
O cientista social e economista John A. Hobson observou em 1897 que "Henry George pode ser considerado como tendo exercido uma influência formativa e educativa mais diretamente poderosa sobre o radicalismo inglês nos últimos quinze anos do que qualquer outro homem", e que George "foi capaz de introduzir uma noção abstrata, a de renda econômica, nas mentes de um grande número de homens 'práticos', e assim gerar a partir daí um movimento social. George tinha todos os dons populares do orador e jornalista americano, com algo mais. Sinceridade badalava em cada declaração." Muitos outros concordam com Hobson. George Bernard Shaw, que criou organizações socialistas como a Sociedade Fabiana, afirma que Henry George foi responsável por inspirar 5 de 6 reformadores socialistas na Grã-Bretanha durante a década de 1880. O polêmico People's Budge e a Land Values (Scotland) Bill foram inspirados por Henry George e resultou em uma crise constitucional e na Ato Parlamentar de 1911 para reformar a Câmara dos Lordes, que havia bloqueado a reforma agrária. Na Dinamarca, o Danmarks Retsforbund, conhecido como Partido da Justiça ou Partido do Imposto Único, foi fundado em 1919. A plataforma do partido é baseada nos princípios do imposto predial de Henry George. O partido foi eleito para o parlamento pela primeira vez em 1926, e eles foram moderadamente bem-sucedidos no período do pós-guerra e conseguiram ingressar em uma coalizão governamental com os social-democratas e o Partido Social-Liberal nos anos 1957-60, com sucesso decrescente mais tarde.
Meios apolíticos também foram tentados para promover a causa. Várias "Colônias de Imposto Único" foram iniciadas, como Arden, Delaware e Fairhope, Alabama. Em 1904, Lizzie Magie criou um jogo de tabuleiro chamado The Landlord's Game para demonstrar as teorias de George. Isso mais tarde foi transformado no popular jogo de tabuleiro Monopólio.

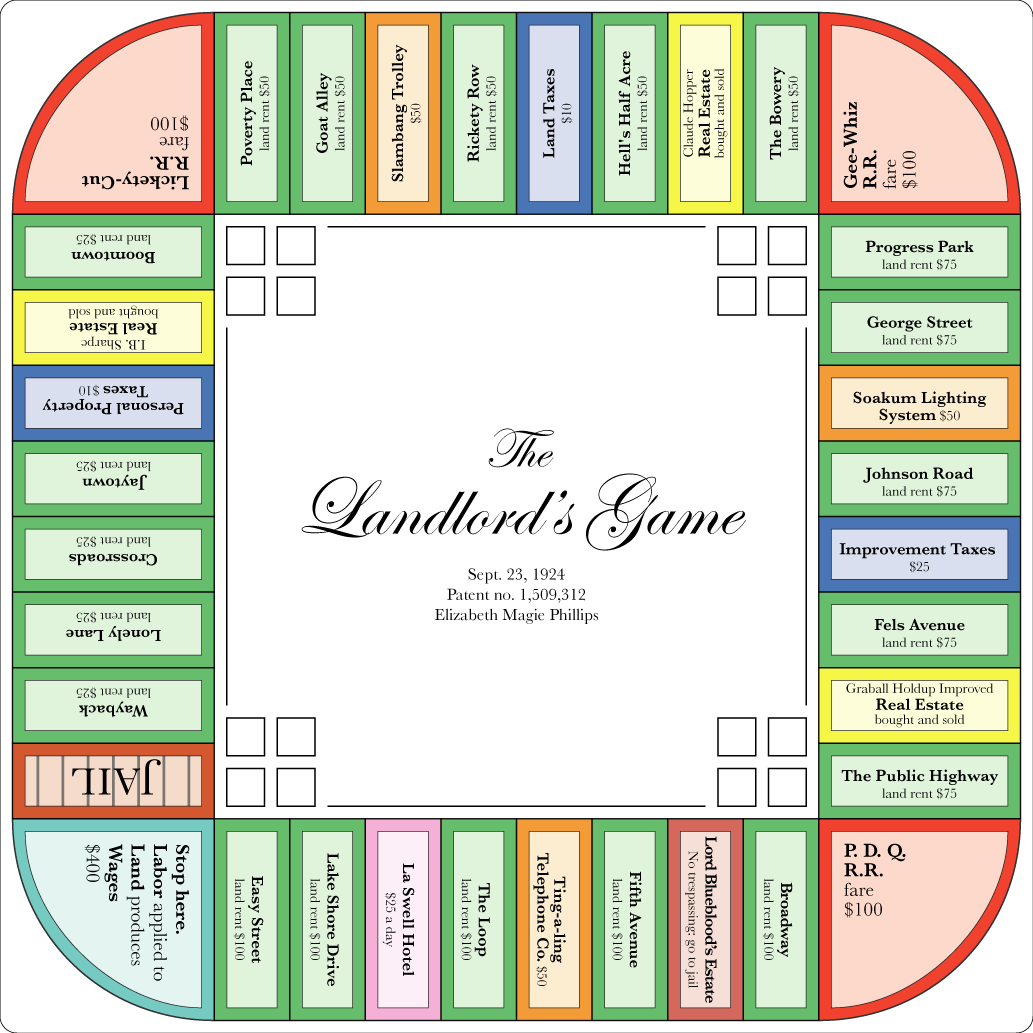
Tabuleiro do Landlord's Game, baseado na patente americana de 1924 de Magie (no. 1.509.312).

Joseph Jay "JJ" Pastoriza liderou um movimento georgista de sucesso em Houston. Embora o clube georgista, Houston Single Tax League, tenha começado lá em 1890, Pastoriza emprestou o uso de sua propriedade para a liga em 1903. Ele se aposentou da indústria gráfica em 1906 para dedicar sua vida ao serviço público e, em seguida, viajou pelos Estados Unidos e pela Europa enquanto estudava vários sistemas de tributação de propriedades. Ele voltou para Houston e serviu como Comissário Fiscal de Houston de 1911 a 1917. Ele introduziu seu "Plano de Tributação de Houston" em 1912: benfeitorias em terras e estoques de comerciantes eram tributados em 25% do valor avaliado, terras não melhoradas eram tributadas em 70% da avaliação e propriedade pessoal era isenta. No entanto, em 1915, dois tribunais decidiram que o Plano de Houston violava a Constituição do Texas.
Antes de ler Progresso e Pobreza, Helen Keller era uma socialista que acreditava que o georgismo era um bom passo na direção certa. Mais tarde, ela escreveu sobre encontrar "na filosofia de Henry George uma rara beleza e poder de inspiração, e uma fé esplêndida na nobreza essencial da natureza humana". Alguns especulam que a paixão, a sinceridade e as explicações claras evidentes nos escritos de Henry George são responsáveis pela paixão quase religiosa que muitos crentes nas teorias de George exibem, e que a possibilidade prometida de criar o paraíso na Terra preencheu um vácuo espiritual durante uma era de secularização. Josiah Wedgwood, o liberal e mais tarde político do Partido Trabalhista, escreveu que, desde a leitura da obra de Henry George, "Eu sabia 'que havia um homem de Deus, e seu nome era Henry George.' Não precisei de nenhuma outra fé daqui por diante."

Embora ambos defendessem os direitos dos trabalhadores, Henry George e Karl Marx eram antagonistas. Marx viu a plataforma do imposto único como um retrocesso na transição para o comunismo; em sua única referência a George em uma carta a um amigo, considerou-o um "escritor de talento", mas que "o homem está em teoria completamente atrás no tempo". De sua parte, Henry George enviou ao encontro memorial de um sindicato novaiorquino uma carta que foi lida em tributo à morte de Marx, na qual afirmava não ter lido suas obras por falta de tradução ao inglês, mas reconhecendo seus esforços na propagação da reforma social e da solidariedade dos trabalhadores na Internacional; posteriormente, porém, em cartas a amigos de 1884 e 1890 respectivamente, disse de Marx que "por maior que ele possa ter sido em outros aspectos, carecia de poder analítico e hábitos lógicos de pensamento" e chamou-o de "o príncipe das cabeças turvas" ("the Prince of muddleheads"). Henry George considerava que a implantação do socialismo com métodos forçados de "organização dos homens em exércitos industriais, a direção e controle de toda a produção e troca por agências governamentais ou semigovernamentais, se levados à plena expressão, significaria despotismo egípcio", e que essa ideologia:
"não vê que a opressão não vem da natureza do capital, mas do mal que rouba o capital do trabalho, divorciando-o da terra, e que cria um capital fictício que é realmente um monopólio capitalizado. Ele não vê que é impossível para o capital oprimir o trabalho se o trabalho fosse livre [em acesso] ao material natural de produção; ele não consegue ver que o que confunde como sendo os males da concorrência são, na verdade, os males da concorrência restrita—são devidos a uma competição unilateral à qual os homens são forçados quando privados de terra."
Liev Tolstói deplorou que um silêncio caiu em torno de George, pois ele via o georgismo como razoável e realista, em oposição a outros movimentos utópicos, e como uma "contribuição para o esclarecimento da consciência da humanidade, colocado em uma base prática" e que poderia ajudar a acabar com o que ele chamou de "escravidão de nossos tempos."
A popularidade de Henry George diminuiu gradualmente durante o século XX. No entanto, ainda existem organizações georgistas. Muitas pessoas influentes que permanecem famosas, como George Bernard Shaw, foram inspiradas por George ou se identificam como georgistas. Em seu último livro, para Where do we go from here: Chaos or Community?, Martin Luther King Jr. referiu-se a Henry George em apoio a uma renda mínima garantida. Bill Moyers citou Henry George em um discurso e identificou George como um "grande herói pessoal". Albert Einstein escreveu que "Homens como Henry George são raros, infelizmente. Não se pode imaginar uma combinação mais bela de agudeza intelectual, forma artística e amor fervoroso pela justiça. Cada linha é escrita como se fosse para a nossa geração. A divulgação dessas obras é uma causa realmente merecedora, pois nossa geração, especialmente, tem muitas e importantes coisas a aprender com Henry George."
Mason Gaffney, um economista americano e um importante crítico georgista da economia neoclássica, argumentou que a economia neoclássica foi projetada e promovida por proprietários de terras e seus economistas contratados para desviar a atenção da filosofia extremamente popular de George já que, uma vez que a terra e os recursos são fornecidos pela natureza, e seu valor é dado pela sociedade, o valor da terra—em vez de trabalho ou capital—deve fornecer a base tributária para financiar o governo e seus gastos.
O Membro do Parlamentar britânico Andrew MacLaren acreditava que as ideias de George sobre a tributação da terra trariam justiça econômica e argumentou a favor delas na Câmara dos Comuns. Junto com seu filho Leon MacLaren, ele fundou a School of Economic Science, uma organização global que ensina os princípios georgistas.
Joseph Stiglitz escreveu que "Uma das ideias mais importantes, mas subestimadas em economia, é o princípio de Henry George de tributar a renda econômica da terra e, de maneira mais geral, os recursos naturais". Stiglitz também afirma que agora sabemos que o imposto sobre  valor da terra "é ainda melhor do que Henry George pensava".
A Robert Schalkenbach Foundation publica cópias das obras de George e textos relacionados sobre reforma econômica e patrocina pesquisas acadêmicas sobre suas propostas de políticas. O Lincoln Institute of Land Policy foi fundado para promover as ideias de Henry George, mas agora se concentra de forma mais geral na economia e política fundiária. A Escola de Ciências Sociais Henry George de Nova York e suas escolas satélites ministram aulas e realizam atividades de divulgação.

### Teorema de Henry George
Em 1977, Joseph Stiglitz mostrou que, sob certas condições, os gastos do governo com bens públicos aumentarão as rendas agregados da terra em pelo menos um valor igual. Esse resultado foi apelidado pelos economistas de teorema de Henry George, por caracterizar uma situação em que o "imposto único" de Henry George não só é eficiente, mas também o único imposto necessário para financiar os gastos públicos.

## Contribuições econômicas
George reconciliou as questões de eficiência e equidade, mostrando que ambas poderiam ser satisfeitas em um sistema em harmonia com a lei natural. Ele mostrou que a Lei de Renda de Ricardo se aplica não apenas à economia agrícola, mas ainda mais à economia urbana. E mostrou que não há conflito inerente entre trabalho e capital, desde que se mantivesse uma distinção clara entre fatores clássicos de produção, capital e terra.
George desenvolveu o que viu como uma característica crucial de sua própria teoria da economia ao criticar uma ilustração usada por Frédéric Bastiat para explicar a natureza dos juros e do lucro. Bastiat pediu a seus leitores que considerassem James e William, ambos carpinteiros. James construiu uma plaina para si e a emprestou a William por um ano. James ficaria satisfeito com o retorno de uma plaina igualmente boa um ano depois? Certamente não! Ele esperaria uma tábua junto a ela, como juros. A ideia básica de uma teoria do interesse é entender por quê. Bastiat disse que James havia dado a William ao longo daquele ano "o poder, inerente ao instrumento, de aumentar a produtividade de seu trabalho", e quer uma compensação por esse aumento de produtividade.
George não aceitou essa explicação. Ele escreveu: "Estou inclinado a pensar que se toda a riqueza consistisse em coisas como plainas, e toda a produção fosse como a dos carpinteiros – isto é, se a riqueza consistisse apenas na matéria inerte do universo, e a produção de trabalhar esta matéria inerte em diferentes formas – esse juro seria apenas o roubo da indústria, e não poderia existir por muito tempo." Mas alguma riqueza é inerentemente frutífera, como um par de gado reprodutor ou um barril de suco de uva que logo fermenta em vinho. Plainas e outros tipos de matéria inerte (e o item mais emprestado de todos – o próprio dinheiro) ganham juros indiretamente, por fazerem parte do mesmo "círculo de troca" com formas frutíferas de riqueza tais como essas, de modo que amarrar essas formas de riqueza ao longo do tempo incorre em um custo de oportunidade. 

A teoria de George teve sua cota de críticas. O economista da escola austríaca Eugen von Böhm-Bawerk, por exemplo, expressou um julgamento negativo da discussão de George sobre a plaina do carpinteiro. Em seu tratado, Capital and Interest, ele escreveu:
A separação da produção em dois grupos, em um dos quais as forças vitais da natureza formam um elemento distinto além do trabalho, enquanto no outro não, é totalmente insustentável ... As ciências naturais há muito nos relataram que a cooperação da natureza é universal. ... O movimento muscular do homem que planeja seria de muito pouca utilidade, se os poderes e propriedades naturais da borda de aço da plaina não viessem em seu auxílio.
Mais tardiamente, George argumentara que o papel do tempo na produção é generalizado. Em The Science of Political Economy, ele escreve:
Se eu vou a um construtor e digo a ele: "Em que tempo e a que preço você vai construir para mim tal e tal casa?" ele iria, depois de pensar, nomear uma hora e um preço com base nela. Essa especificação de tempo seria essencial. ... Isso eu logo descobriria se, não discutindo com o preço, pedisse a ele que diminuísse o tempo. ... posso pedir ao construtor para diminuir o tempo ...; mas apenas aumentando muito o preço, até que finalmente se chegasse a um ponto em que ele não consentisse em construir a casa em menos tempo, independentemente do preço. Ele diria [que a casa simplesmente não poderia ser construída mais rápido]. ... A importância ... deste princípio –  que toda produção de riqueza requer tanto tempo quanto trabalho –  veremos mais adiante; mas o princípio de que o tempo é um elemento necessário em toda produção devemos levar em consideração desde o primeiro momento.
De acordo com Oscar B. Johannsen, "Uma vez que a própria base do conceito austríaco de valor é subjetiva, é evidente que o entendimento de George de valor é paralelo ao deles. No entanto, ele não entendeu ou não avaliou a importância da utilidade marginal." Ao contrário, George usou explicitamente a utilidade marginal em suas análises tanto da "margem de produção" na macroeconomia quanto da teoria da decisão microeconômica.
Outra resposta vigorosa veio do biólogo britânico T. H. Huxley em seu artigo "Capital – the Mother of Labor", publicado em 1890 na revista The Nineteenth Century. Huxley usou os princípios científicos da energia para minar a teoria de George, argumentando que, energeticamente falando, o trabalho é improdutivo.

## Obras
- Our Land and Land Policy 1871
- Progress and Poverty 1879 texto integral (1912)
- The Irish Land Question  1881
- Social Problems 1883
- Protection or Free Trade 1886
- «The New Party». The North American Review. 145 (368): 1–8. Julho de 1887. ISBN 0-85315-726-X
- Protection or Free Trade 1886 unabridged text (1905)
- The Standard, New York 1887 a 1890 Um periódico semanal começado e geralmente editado por Henry George.
- The condition of labor: an open letter to Pope Leo XIII; with encyclopedical letter of Pope Leo XIII, on the condition of labor 1891
- A Perplexed Philosopher 1892
- The land question : Property in land 1893
- Shortest road to the single tax 1893
- The Science of Political Economy (não terminado) 1898